# Constantiana Daphne
Constantiana Daphne va ser una fortalesa romana inaugurada molt probablement l'any 327 al delta del riu Argeș, a la riba esquerra del Danubi, a Mèsia. En parlen Ammià Marcel·lí i Procopi de Cesarea.
Constantí el Gran hi va fer construir un pont que duia fins a la fortalesa de Transmarisca, situada a l'altra riba del riu. En aquest lloc durant la guerra gòtica l'emperador Valent va aixecar un pont de pontons la primavera del 367 i l'exèrcit de campanya de Tràcia van travessar per atacar als teruings d'Atanaric, que atacaven als teruings de Fritigern, que s'havien convertit a l'arrianisme.